# Суханово (Шелковская волость)
Суха́ново — деревня в Великолукском районе Псковской области России. Входит в состав Шелковской волости.

## География
Расположена в центре района на реке Вскуица (Крупица), к востоку от райцентра Великие Луки и к юго-востоку от волостного центра Шелково.

## Население
| 2001 | 2002 | 2010 |
| ---- | ---- | ---- |
| 379  | ↘375 | ↗381 |

Численность населения деревни по оценке на начало 2001 года составляла 379 жителей.